# 曹志豪
曹志豪，香港漫画家。畢業於加拿大神召會嘉智中學。

## 经历
- 1989年加入漫畫行業，早期作品連載於《怪異集》及《猛鬼寃魂》，開始為人所認識。首部個人作是《靈周刋》。
- 1990年曹志豪接手《情雙周》第18-30期，期間亦曾編寫六期完《Love Cycle》精裝愛情漫畫。
- 1995年主編單行本漫畫《黑龍》，1997年編寫個人精裝漫畫《荒謬殺人事件》。
- 1998年改投天行社，先後出版《生化危機Biohazard 3》、《三國無雙》、《鬼武者》、《獵魔者Devil May Cry》。
- 2002年主編天下出版作品《七種武器》，直至2004年首次與鍾英偉於樂文社合作《邪神》、《邪神 2》、《冥獸酷殺行》創出其時港漫新武俠模式。
- 2006年回巢玉皇朝任美術主筆一職，主編《玄天邪帝》、《萬神之神》、《神兵F》、《神兵F2》、《創世神兵 》和《春秋戰雄》等作品。
- 2012年於《海洋瘋狂》內編繪首部以拳擊運動為主題的個人作品《死角》。2013年與推出改編台灣人氣小說家九把刀作品《殺手．無與倫比的自由》漫畫版。
- 2015年加入漫道出版社，任職總監。
- 2016年創辦JerryCho Workshop。

## 主編作品
- 靈周刋
- 情雙周
- Love Cycle
- 黑龍 (1995)
- 荒謬殺人事件 (1997)
- 生化危機Biohazard 3
- 三國無雙
- 鬼武者
- 獵魔者Devil May Cry
- 七種武器 (2000)
- 邪神（2004）
- 邪神 2（2004）
- 冥獸酷殺行（2005）
- 神兵前傳4：玄天邪帝（2006）
- 神兵前傳5：萬神之神（2006）
- 神兵玄奇F：清末篇（2006）
- 神兵玄奇F：二戰篇（2009）
- 春秋戰雄（主編至120期）（2009）
- 死角 (2012)
- 殺手．無與倫比的自由 (2013)
- 同伴（人物設計＆封面美術：貓十字）（2014）

## 外部連結
- 曹志豪的新浪微博
- 曹志豪的Facebook專頁